# Bocksbeutel

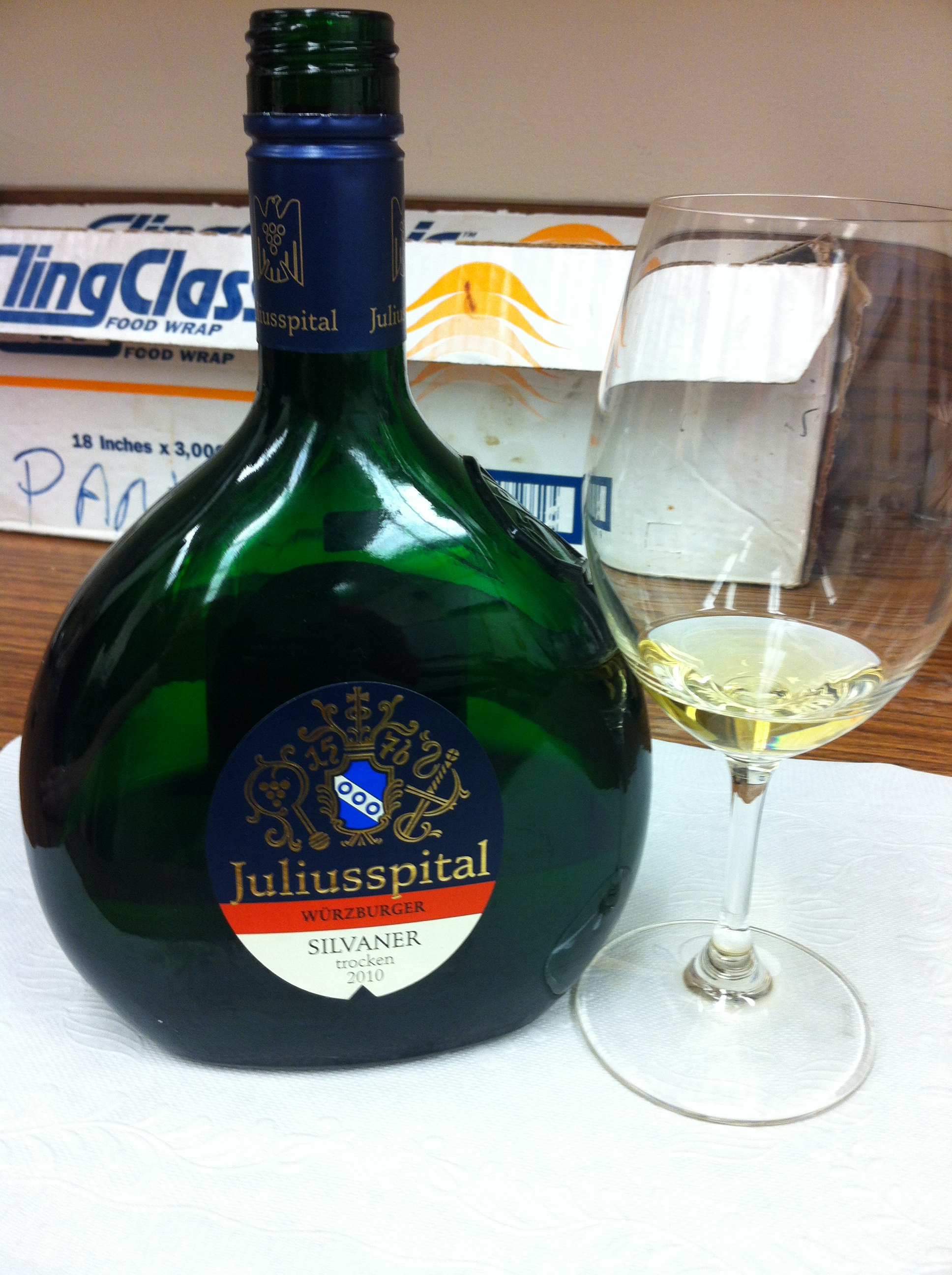
Bocksbeutel di Franken Silvaner

La Bocksbeutel o Cantil (in Portogallo) è un tipo di bottiglia da vino, originaria della Franconia e limitatamente diffusa in Europa. Viene spesso assimilata alla Pulcianella, tipica di Montepulciano.

## Storia
La forma  deriva da quella delle bottiglie da campo , note già nell'antichità, che venivano fabbricate in forma appiattita per evitare occupassero meno spazio o rotolassero via se poste sul terreno.
La bocksbeutel è stata utilizzata in Franconia almeno dall'inizio del XVIII secolo, inizialmente per i vini del vigneto più famoso della regione, il Würzburger Stein, e successivamente per i vini migliori.

## Caratteristiche
- Base: ellissoide
- Corpo: panciuta, bombata e appiattita, con base e massima sezione trasversale a forma di ellissoide.
- Rapporto asse maggiore/asse minore della sezione trasversale circa 2 : 1.
- Rapporto altezza della sagoma bombata/collo della bottiglia circa 2,5 : 1.
- Altezza:
- Capacità: 750 ml.

## Imbottigliamento
L'Unione Europea autorizza l'uso della bocksbeutel per un ristretto gruppo di vini DOC:
- Germania: Franken, Baden (limitatamente ad alcuni territori), Varnhalt (a Baden-Baden);
- Italia: Santa Maddalena e Valle Isarco (per Sylvaner e Mueller-Thurgau), Terlano (per Pinot bianco), Bozner Leiten, Alto Adige (per Riesling, Mueller-Thurgau, Pinot nero, Moscato giallo, Sylvaner, Lagrein, Pinot bianco e Moscato rosa, Greco di Bianco, Trentino (per Moscato giallo e Moscato rosa);
- Grecia: Agioritiko, Rombola Kephalonias, vini prodotti a Cefalonia, Paros e nel Peloponneso;
- Portogallo: vini rosati DOP e  "vinho regional" storicamente imbottigliati in bottiglie "Cantil".